# 西日本化粧品工業会
西日本化粧品工業会（にしにほんけしょうひんこうぎょうかい）（JCIA、West-Japan Cosmetic Industry Association）は、西日本地区に事業所を有する化粧品等の製造販売業者または製造業者およびこれに準ずる者、ならびに本会の目的に賛同する者で構成された団体である。
1955年6月6日に近畿化粧品工業会として設立。2023年4月に他地域二会と連合会を統合し解散。

## 目的
会員相互の緊密な連携および啓発によって、会員共通の利益を増進し、化粧品産業の健全な発展を図り、もって国民の保健衛生ならびに化粧文化の向上に寄与する。